# Polygala mandonii
Polygala mandonii är en jungfrulinsväxtart som beskrevs av Chod.. Polygala mandonii ingår i släktet jungfrulinssläktet, och familjen jungfrulinsväxter. Inga underarter finns listade i Catalogue of Life.